# Rumer
Rumer (* 3. Juni 1979 in Islamabad, Pakistan; eigentlich Sarah Joyce) ist eine britische Singer-Songwriterin. Ihr Vater, mit dem ihre Mutter eine außereheliche Affäre hatte, war Pakistaner. Die Wahl ihres Künstlernamens war inspiriert durch die britische Autorin Rumer Godden, die lange in Indien lebte.

## Leben und Wirken
Rumer wurde 2010 bei der Plattenfirma Atlantic Records unter Vertrag genommen. Ihre Debütsingle Slow wurde im Programm BBC Radio 2 zur Record of the Week gekürt und erreichte nach Veröffentlichung die Top 20 der britischen Charts. Das Debütalbum Seasons of My Soul erschien Ende 2010 und stieg auf Platz 3 der britischen Charts ein.
2012 erschien ihr zweites Album Boys Don’t Cry, produziert von Steve Brown. Es enthält Coverversionen von Songs aus den 1970er Jahren. 2014/15 veröffentlichte sie das Album Into Colour, das wieder nur von ihr selbst geschriebene Lieder enthält. 2016 erschien Rumers viertes Album This Girl's in Love: A Bacharach and David Songbook mit Songs von Burt Bacharach und Hal David. Mit Nashville Tears: The Songs of Hugh Prestwood erschien 2020 ein Album im Country-Stil. Sämtliche 15 Titel dieses Albums stammen von Hugh Prestwood.
Rumers Song I believe in you ist im Abspann des Films Johnny English – Jetzt erst recht! zu hören.

## Diskografie
Alben
- Seasons of My Soul (2010)
- Boys Don’t Cry (2012)
- Into Colour (2014)
- B-Sides & Rarities (2015)
- This Girl’s in Love: A Bacharach and David Songbook (2016)
- Nashville Tears: The Songs of Hugh Prestwood (2020)
- Live from Lafayette (2021)
- In Session (2025)

Singles
- Slow (2010)
- Aretha (2010)
- Sings Bacharach at Christmas (2010)
- Am I Forgiven? (2011)
- P. F. Sloan (2012)
- Sara Smile (2012)
- Dangerous (2014)
- Reach Out (2014)

## Auszeichnungen für Musikverkäufe
| Platin-Schallplatte - Irland - 2011: für das Album Seasons of My Soul |

Anmerkung: Auszeichnungen in Ländern aus den Charttabellen bzw. Chartboxen sind in ebendiesen zu finden.
| Land/RegionAuszeichnungen für Musikverkäufe (Land/Region, Auszeichnungen, Verkäufe, Quellen) | Gold  | Platin     | Verkäufe | Quellen        |
| -------------------------------------------------------------------------------------------- | ----- | ---------- | -------- | -------------- |
| Irland (IRMA)                                                                                | —     | Platin1    | 15.000   | irishcharts.ie |
| Vereinigtes Königreich (BPI)                                                                 | Gold1 | 2× Platin2 | 700.000  | bpi.co.uk      |
| Insgesamt                                                                                    | Gold1 | 3× Platin3 |          |                |